# Історія Белізу
Історія Белізу починає свій відлік тисячі років тому. Цивілізація мая поширилася на територію сучасного Белізу між 1500 роком до н. е. і 200 н. е. та процвітала приблизно до 1200 року н. е. Кілька великих археологічних пам'яток, зокрема Кахаль-Печ, Караколь, Ламанай, Лубаантун, Алтун-Ха, Шунантуніч, свідчать про існування розвиненої і густонаселеної цивілізації в той період. Перше зареєстроване європейське поселення було створено англійськими моряками, які потерпіли корабельну аварію в 1638 році. Протягом наступних 150 років було створено багато англійських поселень. Цей період також ознаменувався піратством, одиничними нападами тубільців і сусідніх іспанських поселень.
Наприкінці XVIII століття Велика Британія першою відправила офіційного представника в цей регіон, але Беліз формально так і не називався «Британським Гондурасом» аж до 1840 року. Він став британською колонією в 1862 році. Згодом, кілька конституційних змін були прийняті для розширення представницького уряду. Повне внутрішнє самоврядування під міністерською системою було отримане в січні 1964 року. Офіційна назва території була змінена з Британського Гондурасу на Беліз в червні 1973 року, а повна незалежність надана 21 вересня 1981.

## Давня цивілізація мая

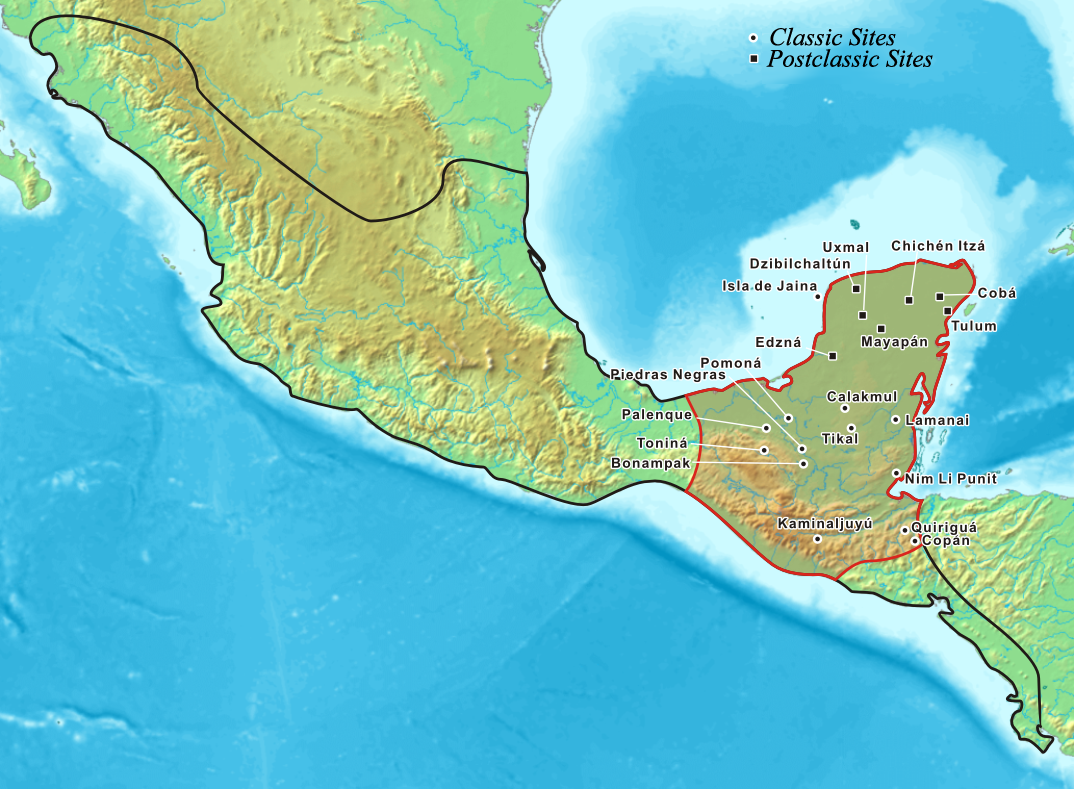
Поширення цивілізації мая

Цивілізація мая з'явилися щонайменше три тисячі років тому в низовинній частині півострова Юкатан і гірській місцевості на півдні, що зараз знаходиться на території нинішньої південно-східної Мексики, Гватемали, західної частини Гондурасу і Белізу. На сьогодні багато проявів цієї культури збереглися в даному регіоні, незважаючи на майже 500 років європейського панування. Приблизно до 2500 року до н. е., деякі мисливські та землеробські племена оселилися тут в невеликих поселеннях, що були зайняті сільським господарством. Згодом вони освоїли такі культури як кукурудза, квасоля, кабачки і перець чилі. Велике різноманіття мов і субкультур сприяли формуванню тут культурного ядра мая. Пік цієї цивілізації припав на класичний період, початок якого датується приблизно 250 роком н. е. У цей час процвітали такі міста-держави на території Белізу, як Хуш-Віц, Ун, Тіпан-Чен-Віц, Ушбенка, Ним-Лі-Пуніт та інші. В 9-10 ст. більша частина міст мая на території Белізу збезлюдніла. Але в північній частині країни мая жили аж до приходу іспанців. У 1441–1546 роках м. Чектумаль на півночі Белізу було столицею маянської держави Четумаль.

## Завоювання і колоніальний період

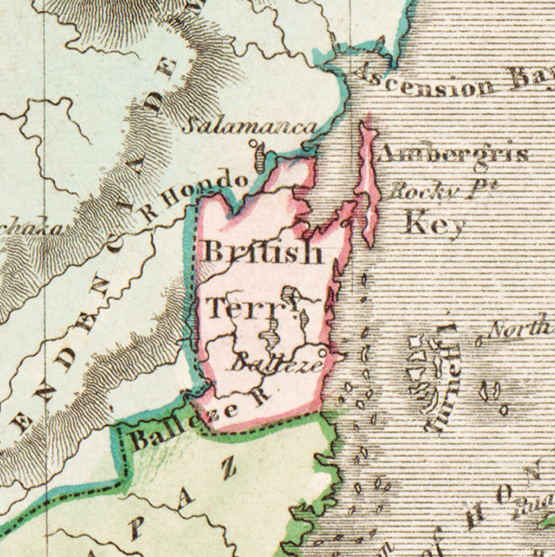
Беліз, 1831

Узбережжя країни в 1502 р. відкрив Христофор Колумб. Протягом 1524 — 1546 рр. її територію завоювала Іспанія, включивши до складу своєї колонії Нова Іспанія. Перші англійські поселення з'явилися 1626 р. — це були моряки, що зазнали катастрофи. У 1638 британці на березі р. Беліз заснували першу колонію. Після захоплення у 1655 р. о. Ямайка Англією в Іспанії притік англійських колоністів у Беліз збільшився. У 1798 р. іспанці намагалися прогнати поселенців, але через втручання британського флоту не спромоглися. Рабство скасували 1838 р. 1840 країна одержала назву Британський Гондурас, а 12 травня 1862 отримала статус колонії В.Британії. Колонія отримала від метрополії право на самоврядування 1954 р., 1 січня 1964 — повне самоуправління.
В серпні 1970 р. столиця території була перенесена з м. Беліз до Бельмопана. Назву Беліз країна отримала 1 червня 1973 р.

## Незалежність
21 вересня 1981 р. Беліз проголосив свою незалежність, залишившись в рамках Бр. Співдружності. Гватемала впродовж тривалого часу висувала домагання на територію Белізу, посилаючись на старі іспанські договори. Територіяльні зазіхання змушували В.Британію зберігати в Белізі свою військову присутність. 24 листопада 1992 р. Гватемала остаточно визнала незалежність Белізу. Обидві країни досягли домовленості стосовно прав на рибальство. В.Британія 1993 р. вивела з країни свої війська з огляду на нормалізацію відносин з Гватемалою. У 1984—1989, 1993—1998 і з 2008 при владі в Белізі була Об'єднана демократична партія, а в 1961—1984, 1989—1993 і 1998—2008 р. — Народна об'єднана партія.